# Renato Iwai
Renato Iwai (São Paulo, 8 de janeiro de 1984) é um produtor musical,  instrumentista musical  e compositor brasileiro radicado em Tóquio no Japão. Atualmente é membro do Grammy Latino, fundador e integrante da produtora musical japonesa Hyperbackers Japan e produtor musical da CK Creative Holding.

## Biografia
Renato iniciou na música aos 10 anos, por influência de seu irmão mais velho a quem acompanhava durante seus ensaios dominicais com sua banda, na garagem de seus tios. Em pouco mais de um ano montou sua própria banda, e desde então tem estado ligado a música de forma constante.
No ano de 2007, iniciou seu trabalho como engenheiro de som mixando bandas de rock independentes, tendo trabalhado no ano de 2010 como engenheiro de gravação no "Dna Music Station".  
A partir do ano de 2012, assumiu a função de engenheiro de gravação e mixagem nos estúdios Hakusan Music Station e Music Labo Komatsu em Ishikawa-Ken, ambos da empresa ColorMark . 
Em 2016, mudou-se para Tóquio tendo trabalhado com produção de música e vídeo para a NEC, Honda Trends, Comany além da Japan Fashion Week e da produção de temas para a Liga de Basquete Profissional do Japão "Kanazawa Samurise". Ainda em 2016, expandiu seu escopo de atividades para a China trabalhando como diretor musical do anime e jogo "PURURUN" de Shizuno, diretor do anime "Detetive Conan". 
Em 2017, produziu o single "Linha de Frente" de Max Viana, com participação especial da cantora japonesa Fabiana.  
No ano de 2018, em parceria com o músico brasileiro Max Viana, produziu o álbum Outro Sol, lançado pela Universal Music Japan e que inclui a faixa Pontos de Partida, tema da novela Espelho da Vida, além da regravação em japonês da faixa "Tem nada não", interpretada pela cantora japonesa Fabiana. Produziu ainda, a faixa "Honey" do grupo Sambô em parceria com o produtor musical Ricardo Gama, e com participação especial do cantor japonês Ryota Oyabu. Ainda em 2018, em parceria com o engenheiro de som Luis Paulo Serafim, fundou o estúdio musical L&R Sound na cidade de São Paulo, no Brasil. 
Em 2019, iniciou o projeto cultural Conexão Brasil-Japão, que visa promover a música Pop japonesa no Brasil, bem como levar a música brasileira para o mercado japonês. O projeto promoveu a produção do single "TRY", da cantora japonesa MIC com participação especial do "rapper" brasileiro Rappin' Hood, além do  single "Thank You" também da cantora japonesa MIC, com participação do "rapper" brasileiro de ascendência uruguaia Braga. 

## Discografia

### Créditos de produção
| Artista        | Ano  | Álbum                  | Detalhes              |
| -------------- | ---- | ---------------------- | --------------------- |
| Idea           | 2017 | Wake Up                | Produtor e compositor |
| Idea           | 2018 | I                      | Produtor e compositor |
| Marcus Dilopes | 2018 | Marcus Dilopes         | Produtor e compositor |
| Miki Munakata  | 2018 | Anatato Deaete         | Arranjador            |
| MIA.           | 2018 | Ashitakara             | Produtor e compositor |
| MIC            | 2018 | Aurora                 | Produtor e compositor |
| Idea           | 2018 | Brand New Way          | Produtor e compositor |
| Ryota Oyabu    | 2018 | Deep Down              | Produtor e compositor |
| MIC            | 2018 | Aurora                 | Produtor e compositor |
| MIC            | 2018 | DO                     | Produtor e compositor |
| E-Cologyk      | 2018 | E-Cologyk Idea-Wake Up | Produtor e compositor |
| Ryota Oyabu    | 2018 | Honey                  | Produtor e compositor |
| Max Viana      | 2018 | Outro Sol              | Produtor e Arranjador |
| Mirai          | 2018 | Polaroid               | Produtor e compositor |
| Kanon          | 2018 | There You Go           | Produtor e arranjador |
| Mirai          | 2018 | Your Love Is Ecstasy   | Produtor e compositor |
| MIC            | 2019 | Try Feat. Rappin' Hood | Produtor e compositor |
| MIC            | 2019 | Thank You Feat. Braga  | Produtor e compositor |